# Partei Neue Zukunft

Parteilogo

Die Partei Neue Zukunft (thailändisch พรรคอนาคตใหม่, RTGS Phak Anakhot Mai; englisch Future Forward Party, kurz FFP oder FWP) war eine politische Partei in Thailand, die von März 2018 bis Februar 2020 bestand. Sie hatte eine liberale und progressive Ausrichtung. Ihr Vorsitzender war der Autoteile-Unternehmer Thanathorn Juangroongruangkit; Generalsekretär der Verfassungsrechtler Piyabutr Saengkanokkul. Am 21. Februar 2020 ordnete das thailändische Verfassungsgericht die Auflösung der Partei an.

## Gründung

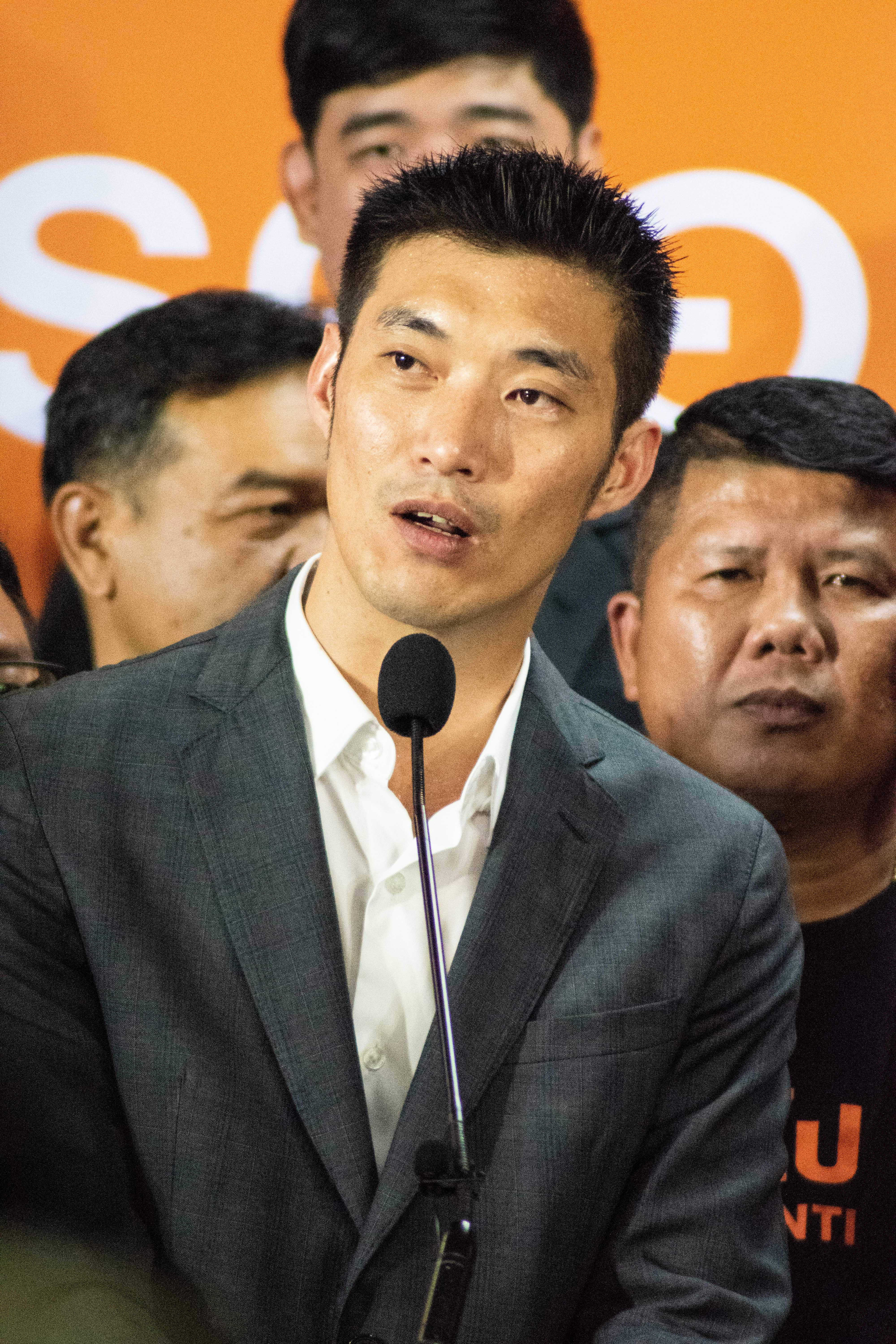
Parteivorsitzender Thanathorn Juangroongruangkit (2020)

Die Partei wurde im März 2018 gegründet und im September desselben Jahres offiziell registriert, als die seit 2014 herrschende Militärjunta das Betätigungsverbot für politische Parteien lockerte. Prominentestes Gründungsmitglied war der Multimillionär Thanathorn Juangroongruangkit (Erbe und ehemaliger stellvertretender Vorstandsvorsitzender der Thai Summit Group). Daneben gehörten zu den Gründungsmitgliedern Piyabutr Saengkanokkul, ein Juradozent der Thammasat-Universität, der sich in der Nitirat-Gruppe für eine Reform und Liberalisierung der thailändischen Verfassung und Gesetze einsetzt; sowie Studentenaktivisten, Gewerkschafter, Journalisten, Filmemacher, Wissenschaftler, Geschäftsleute, Frauenrechts-, LGBT- und Umweltaktivisten.

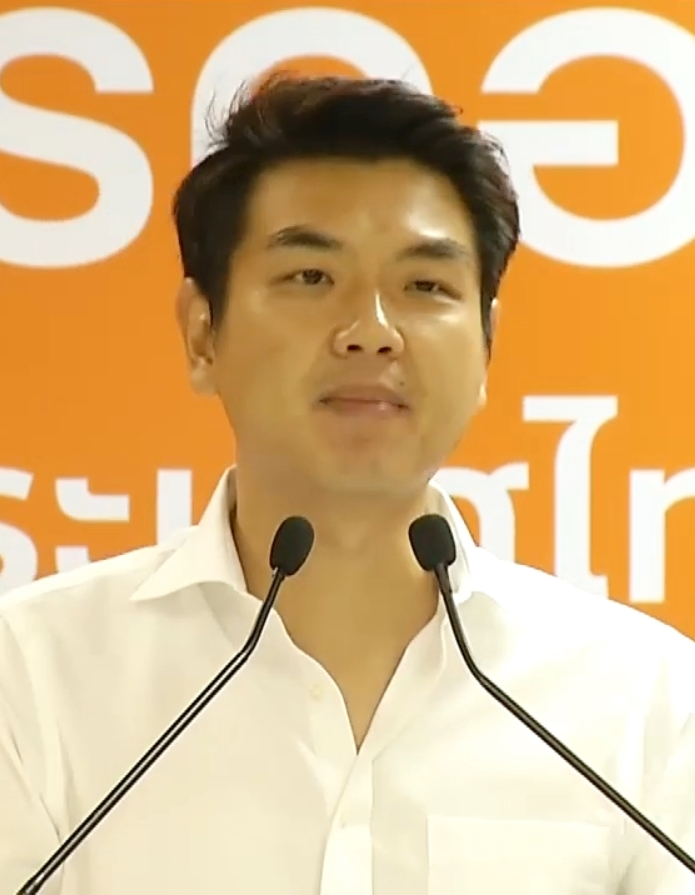
Mitbegründer und Generalsekretär Piyabutr Saengkanokkul (2019)

Die Führungspersonen waren – im Vergleich zu den meisten thailändischen Politikern – recht jung: So war der Vorsitzende Thanathorn bei Parteigründung 39, der Generalsekretär Piyabutr 37 Jahre alt. Auch die Anhänger der Partei waren überwiegend jung. Sie bediente sich im Wahlkampf stark der sozialen Medien im Internet. Internationale Medien verglichen den Parteivorsitzenden aufgrund seines Alters und politischen Stils mit dem französischen Präsidenten Emmanuel Macron.

## Programm
Wichtigstes Ziel der Partei war ein Ende der Militärherrschaft in Thailand, ein Primat der zivilen Politik über das Militär, um künftige Staatsstreiche zu verhindern, und allgemein eine Demokratisierung und Liberalisierung der thailändischen Gesellschaft. Insbesondere setzte sie sich für eine Stärkung von Frauenrechten, LGBT-Rechten und Umweltschutz ein. Thanathorn verortete die Partei „klar auf der linken Seite“ des politischen Spektrums, der Generalsekretär Piyabutr verglich sie mit europäischen linken bzw. Protestparteien wie Syriza, Podemos, La France insoumise und Movimento 5 Stelle. Der thailändische Politikwissenschaftler Giles Ji Ungpakorn ordnete Teile des Parteiprogramms hingegen als neoliberal ein und sah eher Ähnlichkeiten zur aufgelösten Thai-Rak-Thai-Partei des 2001–2006 regierenden Ministerpräsidenten Thaksin Shinawatra.

## Wahlteilnahme 2019 und Verbotsverfahren
Zur Parlamentswahl im März 2019 trat die Partei mit Thanathorn als Spitzenkandidat an. Sie wurde mit 17,3 % der Stimmen und 80 der 500 Sitze im Repräsentantenhaus drittstärkste Kraft hinter der militärnahen Phalang-Pracharat-Partei und der Thaksin Shinawatra nahestehenden Pheu-Thai-Partei (faktische Nachfolgerin der Thai Rak Thai). Dabei gewann sie nur 30 Direktmandate (vorwiegend in der Hauptstadt Bangkok und angrenzenden Provinzen sowie in Ostthailand), was jedoch durch 50 Sitze für die landesweite Parteiliste kompensiert wurde. 
Nach der Wahl vereinbarte die Partei Neue Zukunft eine Koalition mit der Pheu-Thai-Partei und weiteren, kleineren Parteien des „pro-demokratischen“ Lagers. Einen Monat nach der Wahl gab die Wahlkommission jedoch bekannt, die Parteilisten-Sitze nach einer anderen Formel zu verteilen als zunächst angenommen. Die Partei Neue Zukunft erhielt dadurch sieben Sitze weniger als erwartet und die „pro-demokratische“ Koalition verlor ihre Mehrheit. Sie war folglich in der Opposition gegen die „pro-militärische“ Koalition des bisherigen Juntaführers Prayut Chan-o-cha.
Das thailändische Verfassungsgericht suspendierte den Parteivorsitzenden Thanathorn Juangroongruangkit unmittelbar nach Konstituierung des Parlaments von seinem Abgeordnetensitz, da ihm ein Verstoß gegen das Wahlgesetz vorgeworfen wurde. Thanathorn soll noch kurz vor der Wahl Anteile an Medienunternehmen besessen haben, was den Kandidaten nicht erlaubt ist. Im November 2019 disqualifizierte das Verfassungsgericht Thanathorn endgültig. Ein erstes Verbotsverfahren vor dem Verfassungsgericht wegen des Vorwurfs, die Partei Neue Zukunft wolle die thailändische Monarchie untergraben, endete im Januar 2020 mit einem Freispruch. Der Verbotsantrag war unter anderem auf das Logo der Partei gestützt, das nach Ansicht des Antragstellers Nathaporn Toprayoon (einem ehemaligen Berater des thailändischen Ombudsmanns) dem Symbol der Illuminaten ähnelte.
Ein zweites Verfahren gegen die Partei – diesmal wegen finanzieller Unregelmäßigkeiten – endete dagegen am 21. Februar 2020 mit ihrer Auflösung durch das Verfassungsgericht. Thanathorn hatte der Partei zur Finanzierung des Wahlkampfes ein Darlehen in Höhe von 191 Millionen Baht (ca. 5,6 Millionen Euro) gewährt. Das war nach Urteil des Verfassungsgerichts unzulässig. Die 16 Mitglieder des Parteivorstands wurden mit einem zehnjährigen Verlust des passiven Wahlrechts und Ausschluss von politischen Ämtern belegt.